# Jameson Adams
Sir Jameson Adams (Rippingale, 6 maart 1880 - Westminster, 30 april 1962) was een Brits poolonderzoeker en lid van de Royal Navy.

## Biografie
Adams ging op 13-jarige leeftijd in de Navy. Hij klom op tot Luitenant-ter-zee. In 1907 maakte hij deel uit van de Nimrod-expeditie van Ernest Shackleton. Hij was een van de vier personen, die het tot dan toe zuidelijkste punt ooit bereikten, op 156 km van de Zuidpool.
Adams was actief in de Eerste Wereldoorlog in Dover en Vlaanderen. Voor zijn verdiensten in de oorlog ontving hij de Orde van Voorname Dienst en de Croix de Guerre. In 1928 werd hij benoemd tot Commandeur in de Orde van het Britse Rijk. Hij maakte zich ook verdienstelijk in de Tweede Wereldoorlog, waarna hij geridderd werd in de Koninklijke Orde van Victoria.
Adams overleed in 1962 op 82-jarige leeftijd.

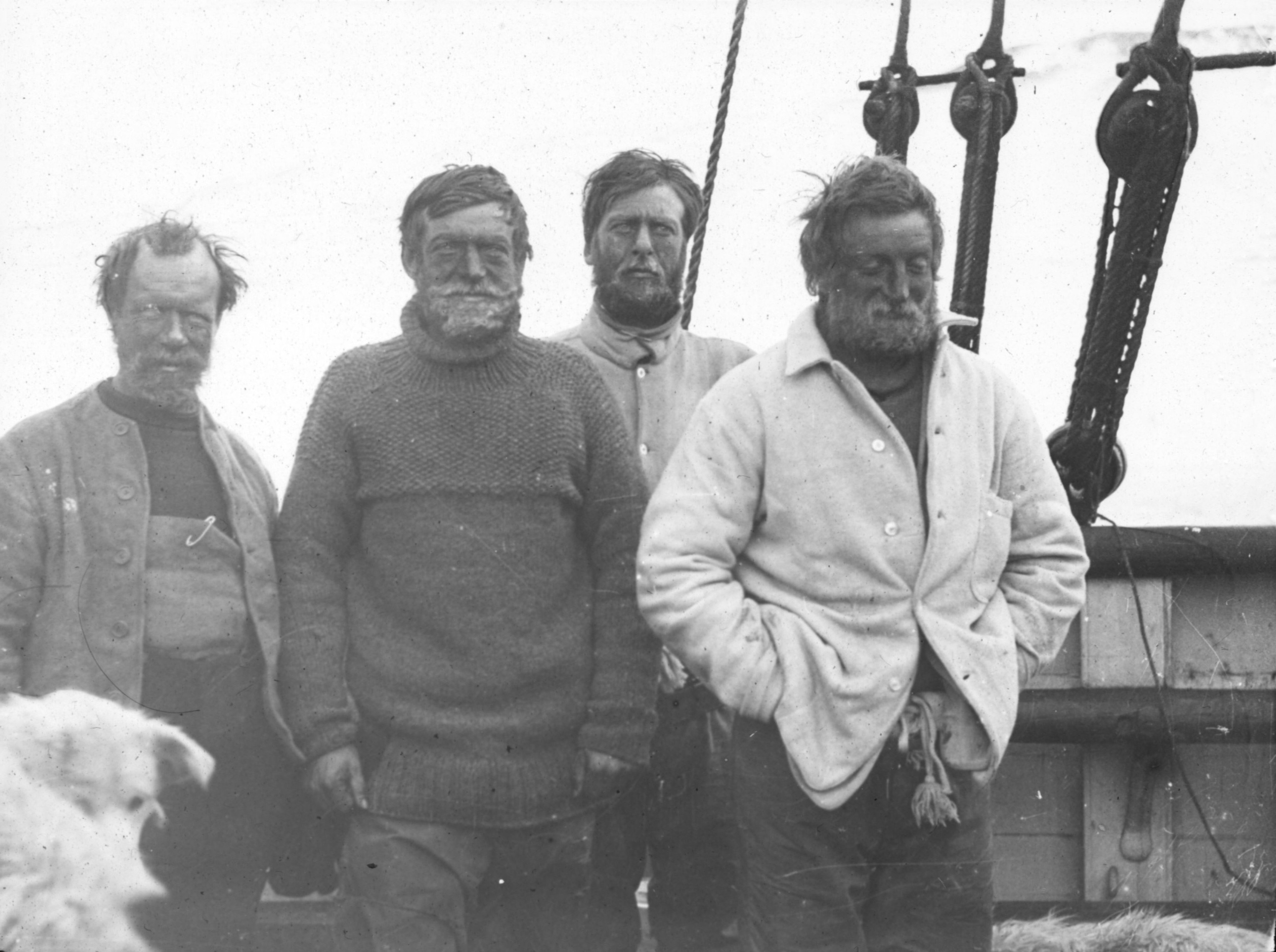
De Nimrod-expeditie met v.l.n.r. Frank Wild, Ernest Shackleton, Eric Marshall en Jameson Adams (1909)